# Mola di Gaeta

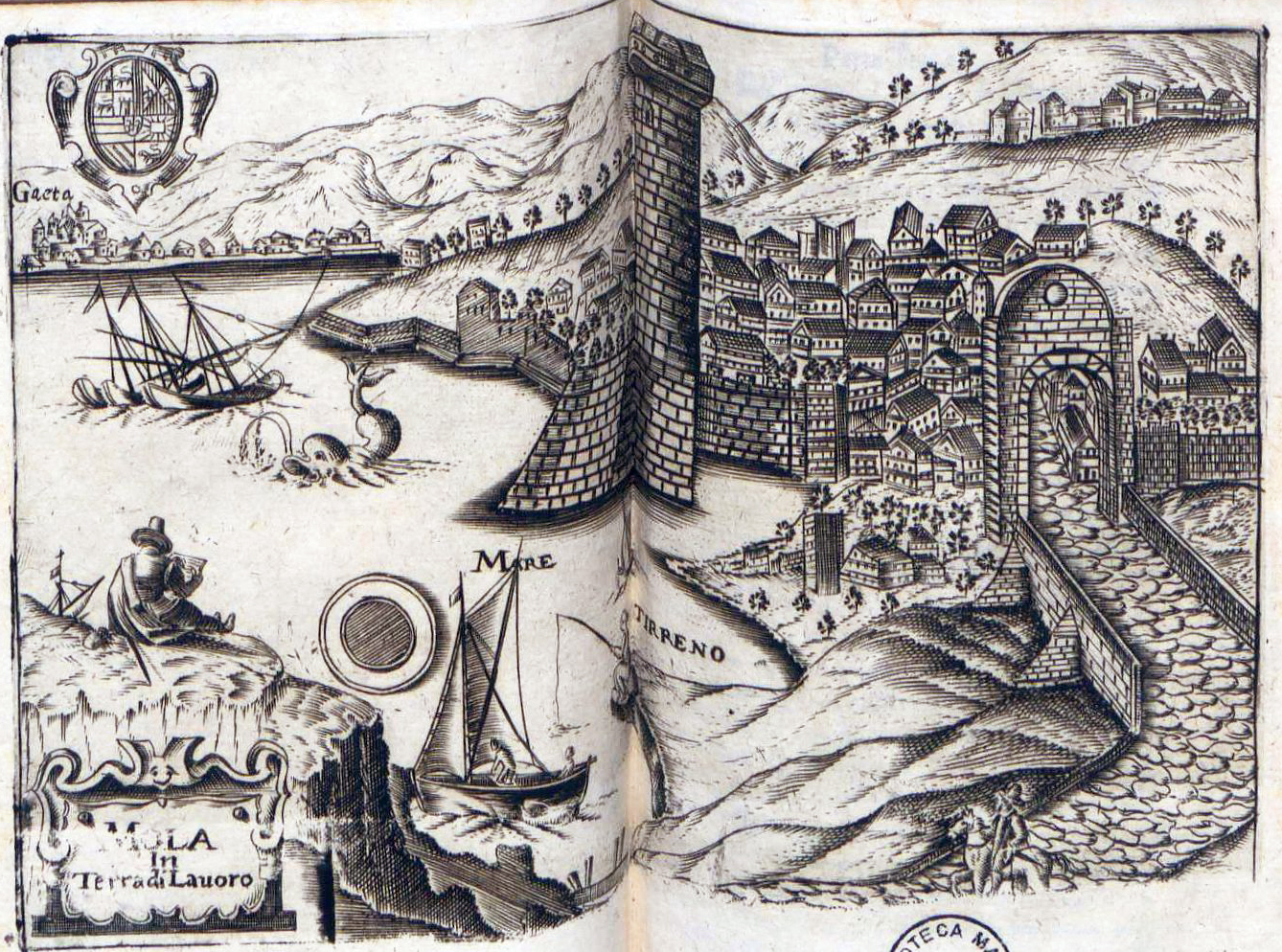
Mola di Gaeta nellItinerario di Franz Schott, 1647

Mola è un borgo compreso nel comune di Formia, denominato fino al 1862 Mola  e Castellone, istituito nel 1820 con la fusione dei borghi di Mola (o Castelmola) e Castellone. Attualmente è considerato un quartiere della città laziale.
Il 4 novembre 1860 fu teatro della battaglia di Mola tra sabaudi e borbonici, che vide la vittoria dei primi sui secondi.